# Atanas Popow
Atanas Trifonow Popow (bulgarisch Атанас Попов; * 13. Januar 1906 in Gorna Lipniza; † 1972 in Sofia) war ein bulgarischer Biologe.
Popow war Mitglied der Bulgarischen Akademie der Wissenschaften. In seinen wissenschaftlichen Arbeiten befasste er sich mit agrobotanischer Sortensystematik und Agrotechnik. Er arbeitete zur Selektion von Getreide, Sonnenblumen, Kartoffeln, Rüben und Tabak. Dabei züchtete er auch neue Sorten.
Popow wurde als Held der Sozialistischen Arbeit ausgezeichnet.